# بورتر شريف
بورتر شريف (بالإنجليزية: Porter Shreve)‏ (1967، واشنطن العاصمة في الولايات المتحدة)؛ مؤلف، أستاذ جامعي وروائي أمريكي.